# Großes Evangelium Johannes

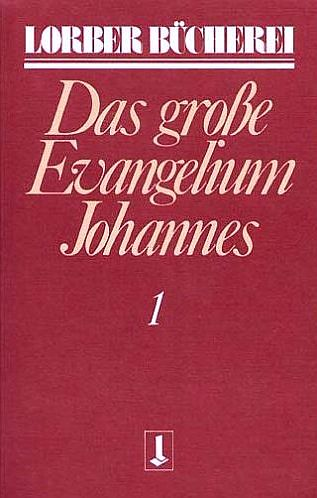
Das große Evangelium Johannes, 1996

Das große Evangelium Johannes ist eine Schrift der Lorberbewegung, einer christlich-mystischen Geistesgemeinschaft auf der Grundlage sogenannter Neuoffenbarungen.
Dieses zehnbändige Werk mit mehreren tausend Seiten Umfang hat keine historischen Quellen als Grundlage, sondern eine von Jakob Lorber wahrgenommene Stimme, die sich ihm schon früher (Die Haushaltung Gottes) als Jesus vorstellt. Das große Evangelium Johannes geht davon aus, dass der Lieblingsjünger des Herrn tatsächlich derjenige sei, der das als „Johannes-Evangelium“ bekannte Werk im Kanon des Neuen Testaments auf Weisung Jesu Christi niedergeschrieben hat, und betont darüber hinaus, dass „sein“ Evangelium das am dichtesten am damaligen wirklichen Geschehen sei. Zugleich legt dieses Werk vor allem anfangs Vers für Vers das Johannesevangelium aus und erklärt sämtliche Gleichnisse, wobei der Schwerpunkt auf der Herausarbeitung der geistigen Zielsetzung des Evangeliums liegt. Im weiteren Verlauf liegt der Schwerpunkt dann aber vor allem auf einer detaillierten chronologischen Erzählung aller Ereignisse und Dialoge. 
Jakob Lorber konnte das Große Evangelium Johannes zu Lebzeiten nicht mehr fertigstellen, jedoch schrieb Leopold Engel, unter Berufung auf dieselbe spirituelle Quelle, das Werk zu Ende (11. Band). Dieses einzige Buch, das Engel von Jesus erhalten haben will, wobei er sich dabei aber selbst nicht sicher war, sondern es kurioserweise den Lesern überlassen hat, ob er nun wirklich von Jesus angesprochen wurde, ist unter den Lorberianern umstritten, wird aber zumeist geduldet.
Lorberfreunde schätzen am Großen Evangelium Johannes unter anderem auch die sehr umfassenden Berichte über Jesus, die Jesu Leben sehr viel plastischer vor Augen stellen, als es die kurzen biblischen Evangelien vermögen. Allerdings wirken die Aussagen Jesu, nach Kritikerüberzeugung, eher wie die aktuelle Meinung Lorbers und weniger wie die Sichtweise eines jüdischen Rabbis zur Zeit der römischen Besatzung. Da die Texte keine historischen Quellen als Grundlage haben, hängt ihr Wert letztlich davon ab, wie man die Stimme, die Lorber aus dem Herzen gehört haben will, einschätzt.

## Manuskript
Die fast lückenlos gesammelten Manuskripte der Lorberschriften werden heute vom Lorber-Verlag aufbewahrt. Das Manuskript für „Das Große Evangelium Johannes“ wurde lt. dem Verleger der Lorberschriften, Christoph Friedrich Landbeck (1840–1921), von der mysteriösen „sogenannten Tochter Jakob Lorbers“ für 2000 Gulden in Wien an einen Lorberfreund verkauft. 1909 wurde es von dem in Mediasch lebenden Toni Hedwig, der als sogenanntes Vatermedium wirkte, an Landbeck unentgeltlich gesendet. Hedwig hatte die Urschrift in einer an seinen Bruder adressierten Sendung von einer ihm selbst Unbekannten „aus weiter Ferne“ erhalten und aufbewahrt.